# Брезовець (Лендава)
Брезовець (словен. Brezovec) — поселення в общині Лендава, Помурський регіон, Словенія. Висота над рівнем моря: 166,4 м.